# Petros Petridis
Petros John Petridis (født 23. juli 1892 i Capodocia, Tyrkiet, død 17. august 1977 i Athen, Grækenland) var en tyrkisk født græsk komponist. 
Petridis studerede hos Hugo Wolf og senere Albert Roussel.
Han har skrevet 6 symfonier, orkesterværker, kammermusik, koncertmusik, vokalmusik og teatermusik.
Han blev græsk statsborger i 1913, og var musikkritiker for engelske, amerikanske og græske publikationer. Han levede både i Grækenland og Paris. 
Petridis hørte til en af Grækenland's ledende komponister ved siden af komponister som Mikis Theodorakis, Nikos Skalkottas og Manos Kalomiris.

## Udvalgte værker
- Symfoni nr. 1 "Græsk" (1928) - for orkester
- Symfoni nr. 2 "Lyrisk" (1940) - for orkester
- Symfoni nr. 3 "Parisisk" (1943) - for orkester
- Symfoni nr. 4 "Dorisk" (1945) - for orkester
- Symfoni nr. 5 "Pastorale" (1949) - for orkester
- Dramatisk Symfoni "Digenis Akritas" (1939) - for orkester
- Koncert (1949) - for stort orkester
- "Græsk suite" (1929) - for orkester
- "Ionsk suite (1939) - for orkester
- Klaverkoncerter (1972) - for 2 klavere og orkester
- Violinkoncert (1972) - for violin og orkester
- "Largo for strygere" (?) - for strygerorkester